# Plàton Drakulis
Plàton Drakulis (en grec, Πλάτων Δρακούλης), Ítaca 1858 – Regne Unit 1934) va ser un polític socialista grec. Drakulis, que havia estat professor a la Universitat d'Oxford, va ser un dels pioners del moviment obrer socialista a Grècia. Un agitador enèrgic i la figura més prominent en el moviment socialista naixent, Drakulis va fundar la Lliga de Treballadors de Grècia. El setembre del 1910 va ser un dels deu socialistes elegits per al parlament nacional.